# Okres Ostrolenka
Okres Ostrolenka (Ostrołęka; polsky Powiat ostrołęcki) je okres v polském Mazovském vojvodství. Rozlohu má 2094,49 km² a v roce 2020 zde žilo 88 497 obyvatel. Sídlem správy okresu je město Ostrolenka, které však není jeho součástí, ale tvoří samostatný městský okres.

## Gminy
Městsko-vesnická:
- Myszyniec

Vesnické:
- Baranowo
- Czarnia
- Czerwin
- Goworowo
- Kadzidło
- Lelis
- Łyse
- Olszewo-Borki
- Rzekuń
- Troszyn

## Město:
- Myszyniec

## Demografie
Počet obyvatel (informace z 30. června 2005):
|         | Celkem | Celkem | Ženy   | Ženy | Muži   | Muži |
|         | Osob   | %      | Osob   | %    | Osob   | %    |
| ------- | ------ | ------ | ------ | ---- | ------ | ---- |
| Celkem  | 84 185 | 100    | 41 365 | 49,1 | 42 820 | 50,9 |
| Město   | 3046   | 100    | 1542   | 50,6 | 1504   | 49,4 |
| Vesnice | 81 139 | 100    | 39 823 | 49,1 | 41 316 | 50,9 |